# La Quatrième Rencontre
Pour plus de détails, voir Fiche technique et Distribution.
La Quatrième Rencontre (Occhi dalle stelle) est un film de science-fiction italien réalisé par Mario Gariazzo et sorti en 1978.

## Synopsis
En développant des pellicules photographiques prises dans une clairière avec son modèle, un photographe remarque que des extraterrestres apparaissent sur les photos, alors qu'ils avaient échappé à son attention à l'œil nu. Il décide de retourner sur place, mais il se fait enlever par des extraterrestres qui l'emmènent à bord de leur soucoupe volante. Le même sort est réservé au mannequin qui était parti à la recherche du photographe disparu, et qui est retrouvé en état de choc.
Personne ne semble se soucier du sort des deux hommes disparus jusqu'à ce qu'un journaliste entre en possession des pellicules photographiques et, avec l'aide d'un ufologue, se lance à leur recherche dans l'espoir de prouver l'existence d'extraterrestres, mais il ne sait pas qu'ils sont traqués par une mystérieuse organisation internationale secrète qui a tout intérêt à faire taire toute nouvelle d'une présence extraterrestre sur Terre.

## Fiche technique
- Titre français : La Quatrième Rencontre[1]
- Titre original italien : Occhi dalle stelle[2]
- Réalisation : Mario Gariazzo (sous le nom de « Roy Garrett »)
- Scénario : Mario Gariazzo
- Photographie :	Erico Menczer (it)
- Montage : Vincenzo Tomassi (it)
- Musique : Marcello Giombini
- Costumes : Roberto Ranucci
- Production : Armando Novelli
- Société de production : Midia Cinematografica
- Pays de production :  Italie
- Langue originale : italien
- Format : Couleurs par Gevacolor - 1,85:1 - Son mono
- Durée : 90 minutes
- Genre : Science-fiction
- Dates de sortie :
  - Italie : 21 février 1978
  - France : 24 octobre 1979

## Distribution
- Robert Hoffmann : Tony Harris
- Nathalie Delon : Monica Stiles
- Martin Balsam : Commissaire Jim Grant
- Giorgio Ardisson : un agent de l'organisation
- Sherry Buchanan : Karin Hale
- Victor Valente : Perry Coleman
- Sergio Rossi : le chef de l'organisation
- Mario Novelli (sous le nom d'« Anthony Freeman ») : un sbire de l'organisation
- Franco Garofalo : Peter Collins
- Carlo Hintermann : Maréchal de l'Air Thompson
- Giovanna De Luca :
- Bruno Di Luia : un sbire de l'organisation
- Franco Beltramme : Phillips - assistant de l'inspecteur Grant
- Tom Felleghy : Commandant Smith